# Parangipettai
Parangipettai is een panchayatdorp in het district Cuddalore van de Indiase staat Tamil Nadu. 

## Demografie
Volgens de Indiase volkstelling van 2001 wonen er 20.901 mensen in Parangipettai, waarvan 49% mannelijk en 51% vrouwelijk is. De plaats heeft een alfabetiseringsgraad van 75%. 